# NGC 2662
NGC 2662 é uma galáxia elíptica (E) localizada na direcção da constelação de Hydra. Possui uma declinação de -15° 07' 16" e uma ascensão recta de 8 horas, 45 minutos e 32,0 segundos.
A galáxia NGC 2662 foi descoberta em 16 de Março de 1836 por John Herschel.